# (27500) Mandelbrot
(27500) Mandelbrot (2000 GW132) – planetoida z pasa głównego asteroid okrążająca Słońce w ciągu 5,65 lat w średniej odległości 3,17 j.a. Odkryta 12 kwietnia 2000 roku.